# Augenbrand

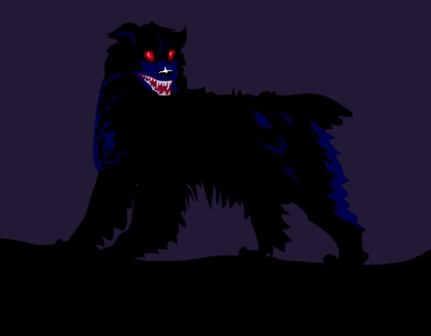
Chien noir aux yeux rouges, proche de la description d'Augenbrand

Augenbrand est, dans les légendes jurassiennes suisses, un chien noir aux yeux de feu rôdant près du vieux pont de Soyhières qui traversait la Birse (pont détruit à l'heure actuelle) où il cherche son maître, le comte Rodolphe de Sogren, assassiné en 1233. Il est réputé poursuivre les voyageurs attardés.

## Étymologie et terminologie
Ce sont les yeux enflammés de ce chien qui lui ont valu le nom d'Augenbrand : leur lueur ne peut être confondue avec aucune autre.
Rodolphe de Sogren était compte du château de Soyhières (Soyhières appelé anciennement en allemand Saugern nom proche de Sogren).

## Mentions
En 1855, un recueil mentionne Augenbrand dans le légendaire jurassien de Suisse :

« [...] on avait entendu des nains ou des fées fauchant à grand bruit durant les nuits d'été dans le pré de la Dame, sous la forêt au Donzel, au pied même du château. Beaucoup avaient vu le chien noir aux yeux de feu, Augenbrand, cherchant son maître, le comte Rodolphe de Sogren assassiné en 1233. »

— Société jurassienne d'émulation, Actes
Le même chien est également mentionné dans les Archives suisses des traditions populaires (Schweizerische Gesellschaft für Volkskunde en allemand) : 

« [...] On raconte aussi que beaucoup de gens avaient vu un chien noir aux yeux de feu, nommé Augenbrand, cherchant son maître le compte Rodolphe de Sorgen, assassiné en 1233. »

— Archives suisses des traditions populaires